# پیوتر نواکوفسکی
پیوتر نواکوفسکی (انگلیسی: Piotr Nowakowski؛ زاده ۱۸ دسامبر ۱۹۸۷) بازیکن تیم ملی والیبال لهستان در پست مدافع میانی / سرعتی زن است.